# 어니스트 헤밍웨이의 단편 전집
《어니스트 헤밍웨이의 단편 전집: 핑카 비히아판》(The Complete Short Stories of Ernest Hemingway: The Finca Vigía Edition)은 1987년 사후에 발간된 어니스트 헤밍웨이의 단편집이다.

## 수록작

### 1부 “첫 번째 마흔아홉 개 단편들”(Part I “The First Forty-nine”)
- 《제5열과 첫 번째 마흔아홉 개의 단편들》 수록작
  - 〈프랜시스 매코머의 짧지만 행복한 생애〉(The Short Happy Life of Francis Macomber)
  - 〈세계의 수도〉(The Capital of the World)
  - 〈킬리만자로의 눈〉(The Snows of Kilimanjaro)
  - 〈다리 위의 노인〉(Old Man at the Bridge)

- 《세 편의 단편과 열 편의 시》 수록작
  - 〈미시간에서〉(Up in Michigan)

- 《우리들의 시대에》 수록작
  - 〈스미르나의 부두에서〉(On the Quai at Smyrna)
  - 〈인디언 부락〉(Indian Camp)
  - 〈의사와 의사의 아내〉(The Doctor and the Doctor's Wife)
  - 〈어떤 일의 끝〉(The End of Something)
  - 〈사흘간의 폭풍〉(The Three-Day Blow)
  - 〈싸우는 사람〉(The Battler)
  - 〈매우 짧은 이야기〉(A Very Short Story)
  - 〈병사의 고향〉(Soldier's Home)
  - 〈혁명당원〉(The Revolutionist)
  - 〈엘리엇 부부〉(Mr. and Mrs. Elliot)
  - 〈빗속의 고양이〉(Cat in the Rain)
  - 〈철이 지난〉(Out of Season)
  - 〈세상을 덮은 눈〉(Cross-Country Snow)
  - 〈늙은 내 아버지〉(My Old Man)
  - 〈두 개의 심장을 가진 큰 강〉 1부 (Big Two-Hearted River)
  - 〈두 개의 심장을 가진 큰 강〉 2부

- 《여자 없는 남자들》 수록작
  - 〈패배하지 않는 사람들〉(The Undefeated)
  - 〈다른 나라에서〉(In Another Country)
  - 〈흰 코끼리 같은 언덕〉(Hills Like White Elephants)
  - 〈살인자들〉(The Killers)
  - 〈조국은 당신에게 무엇을 말하고 있습니까?〉(Che Ti Dice La Patria?)
  - 〈오만 달러〉(Fifty Grand)
  - 〈간단한 질문〉(A Simple Enquiry)
  - 〈열 명의 인디언〉(Ten Indians)
  - 〈누군가를 위한 카나리아〉(A Canary for One)
  - 〈알프스의 목가〉(An Alpine Idyll)
  - 〈추격 경주〉(A Pursuit Race)
  - 〈오늘은 금요일〉(Today is Friday)
  - 〈시시한 이야기〉(Banal Story)
  - 〈이제 내 몸을 누이며〉(Now I Lay Me)

- 《승리자에겐 아무것도 주지 말라》 수록작
  - 〈폭풍 후〉(After the Storm)
  - 〈깨끗하고 불 밝은 곳〉(A Clean, Well-Lighted Place)
  - 〈세상의 빛〉(The Light of the World)
  - 〈신이여 신사 제현에게 즐거운 휴식을 주소서〉(God Rest You Merry, Gentlemen)
  - 〈바다의 변화〉(The Sea Change)
  - 〈당신이 결코 갈 수 없는 길〉(A Way You'll Never Be)
  - 〈여왕의 어머니〉(The Mother of a Queen)
  - 〈한 독자의 편지〉(One Reader Writes)
  - 〈스위스에 경의를〉(Homage to Switzerland)
  - 〈하루 동안의 기다림〉(A Day's Wait)
  - 〈시체의 박물관〉(A Natural History of the Dead)
  - 〈와이오밍의 포도주〉(Wine of Wyoming)
  - 〈도박사와 수녀와 라디오〉(The Gambler, the Nun, and the Radio)
  - 〈아버지들과 아들들〉(Fathers and Sons)

### 2부 “첫 번째 마흔아홉 개 단편들” 이후에 책 또는 잡지에 출간된 단편들(Part II Short Stories Published in Books or Magazines Subsequent to “The First Forty-nine”)
- 《가진 자와 못 가진 자》의 원작
  - 〈한 번의 여행으로 가로질러〉(One Trip Across, 1934)
  - 〈상인의 귀환〉(The Tradesman's Return, 1936)
- 《스페인 내전에 관한 네 편의 소설들》 수록작
  - 〈비난〉(The Denunciation, 1938)
  - 〈나비와 탱크〉(The Butterfly and the Tank, 1938)
  - 〈전투 전날 밤〉(Night Before Battle, 1939)
  - 〈산마루 아래서〉(Under The Ridge, 1939)
- 기타 미발표된 작품들
  - 〈아무도 죽지 않는다〉(Nobody Ever Dies, 1939)[1]
  - 〈착한 사자〉(The Good Lion, 1951)
  - 〈믿음 있는 황소〉(The Faithful Bull, 1951)
  - 〈맹인 안내견을 얻다〉(Get a Seeing-Eyed Dog, 1957)
  - 〈세상의 남자〉(A Man of the World, 1957) ― 〈사는 게 재밌다는 걸〉이라는 명칭으로 번역되었다.[2]
- 《닉 애덤스 이야기》 수록작
  - 〈여름 사람들〉(Summer People)
  - 〈마지막 좋은 고장〉(The Last Good Country)
- 《에덴의 동산》에서 파생됨
  - 〈아프리카의 이야기〉(An African Story)

### 3부 이전에 미발표된 픽션(Part III Previously Unpublished Fiction)
- 〈기차 여행〉(A Train Trip)[3]
- 〈침대차의 사환〉(The Porter)[3]
- 〈십자로의 특수 공작대〉(Black Ass at the Crossroads)[3]
- 〈인물이 있는 풍경화〉(Landscape with Figures)[3]
- 〈기억해내는 것도 많으셔요〉(I Guess Everything Reminds You of Something)[3]
- 〈본국에서 온 큰 소식〉(Great News from the Mainland)[3]
- 〈낯선 지방〉(The Strange Country)[3]